# Nicator gularis
Il nicatore orientale o nicatore testabruna (Nicator gularis Hartlaub & Finsch, 1870) è un uccello passeriforme della famiglia Nicatoridae.

## Etimologia
Il nome scientifico della specie, gularis, deriva dal latino e significa "relativo alla gola", in riferimento alla livrea di questi uccelli.

## Descrizione

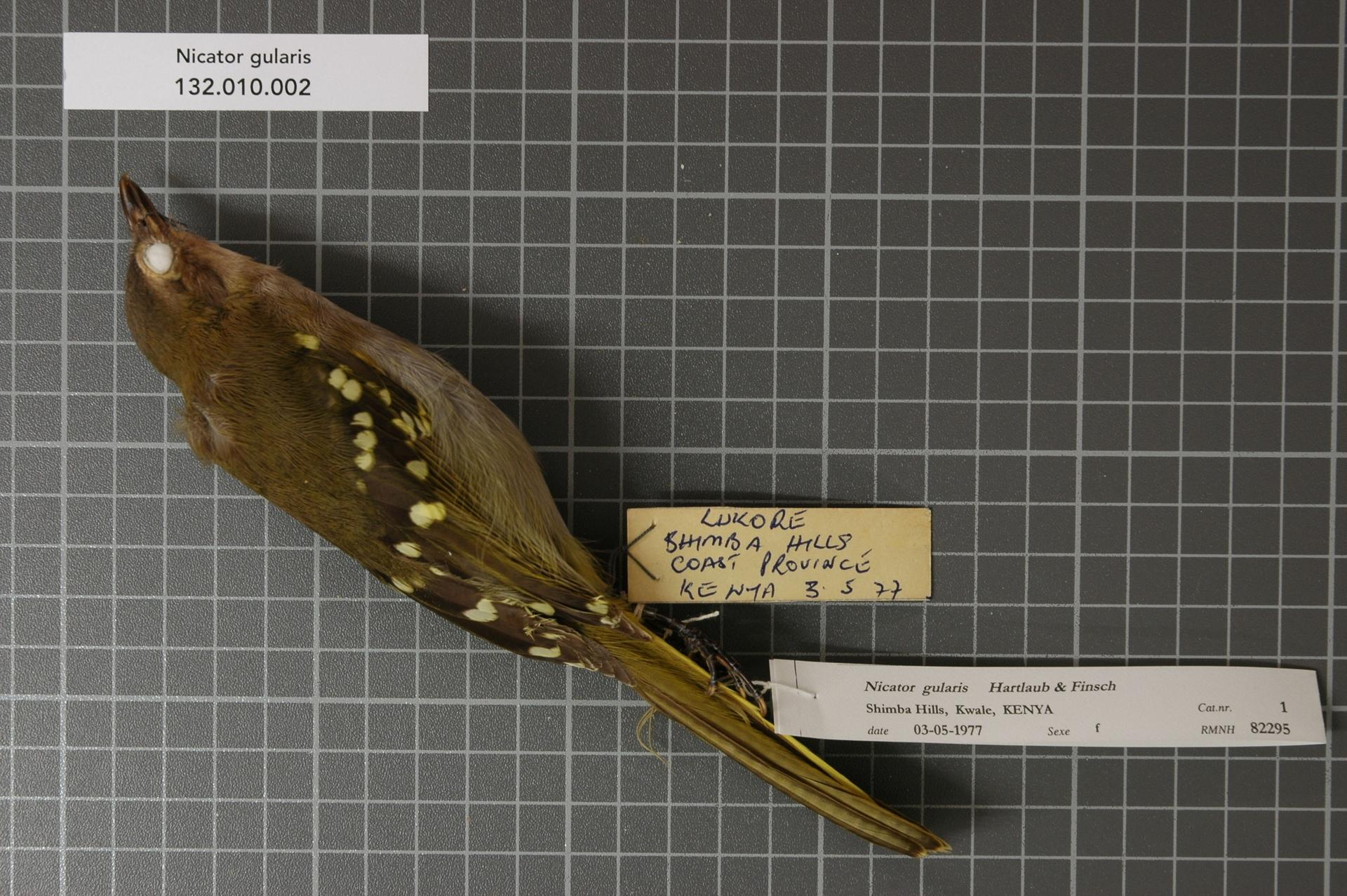
Veduta laterale di femmina impagliata.

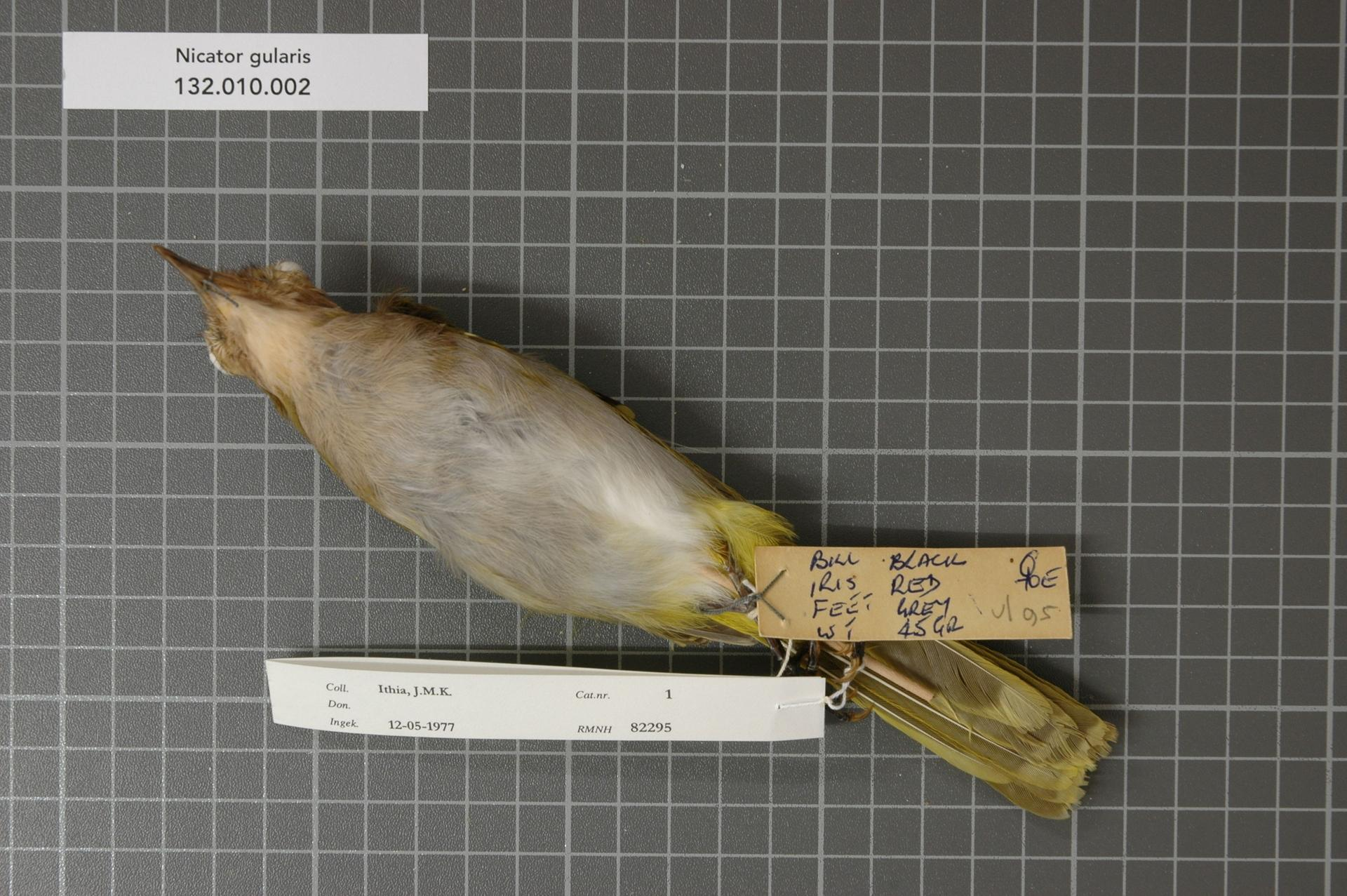
Veduta ventrale di femmina impagliata.

### Dimensioni
Misura 20-23 cm di lunghezza, per 29-63 g di peso: a parità d'età, i maschi possono pesare anche più del doppio rispetto alle femmine.

### Aspetto
Si tratta di uccelli dall'aspetto massiccio e slanciato, muniti di grossa testa ovale e allungata con becco conico forte e allungato dall'estremità vistosamente adunca, ali lunghe e digitate, zampe corte e sottili e coda piuttosto lunga e dall'estremità arrotondata: nel complesso, il nicatore orientale somiglia molto all'affine (e secondo alcuni conspecifico) nicatore occidentale, rispetto al quale presenta colorazione dorsale più scura.
Il piumaggio si presenta di colore verde-oliva su calotta (fronte, vertice, nuca), dorso, ali e coda, con tendenza a scurirsi verso la metà distale di quest'ultima e proprio sulle ali, dove inoltre le copritrici e le remiganti secondarie presentano punta munita di una cospicua macchia arrotondata di colore bianco-giallastro e di un sottile orlo giallo ocra: Il petto tende anch'esso al verde-brunastro, mentre gola, sopracciglio ed area ventrale sono di colore grigio-biancastro.
Il becco è nerastro, mentre le zampe sono di colore grigio-nerastro: gli occhi sono invece di colore bruno scuro, con presenza di un sottile cerchio perioculare glabro di colore giallo-arancio.

## Biologia
Si tratta di uccelli diurni e tendenzialmente solitari, che però possono essere osservati anche in coppie o in gruppi familiari, talvolta in associazione a stormi misti con altre specie dalle abitudini di vita simili: il nicatore orientale passa la maggior parte delle giornate alla ricerca di cibo fra la vegetazione arvorea o cespugliosa, rifugiandosi poi sul far della sera su posatoi ben nascosti nel folto della vegetazione.
I richiami del nicatore orientale sono composti da una varietà di potenti fischi di varia tonalità, emessi di preferenza da un buon rifugio fra i rami.

### Alimentazione
Si tratta di uccelli insettivori, la cui dieta si compone in maggioranza di grossi insetti (ortotteri, coleotteri e bruchi) ed altri invertebrati, comprendendo occasionalmente anche piccoli vertebrati oppure bacche e frutta.

### Riproduzione
L'osservazione di nidi ed esemplari in amore durante gran parte dell'anno farebbe pensare alla possibilità di questi uccelli di riprodursi durante tutto l'arco dell'anno: monogami, il maschio si occupa principalmente di tenere d'occhio i dintorni del nido e la compagna durante l'evento riproduttivo, mentre quest'ultima si occupa in quasi totale solitudine sia della costruzione del nido (una piccola e grossolana coppa di rametti intrecciati, costruita sul ramo di un albero o di un cespuglio) che della cova, venendo invece aiutata dal partner nell'allevamento dei nidiacei.

## Distribuzione e habitat

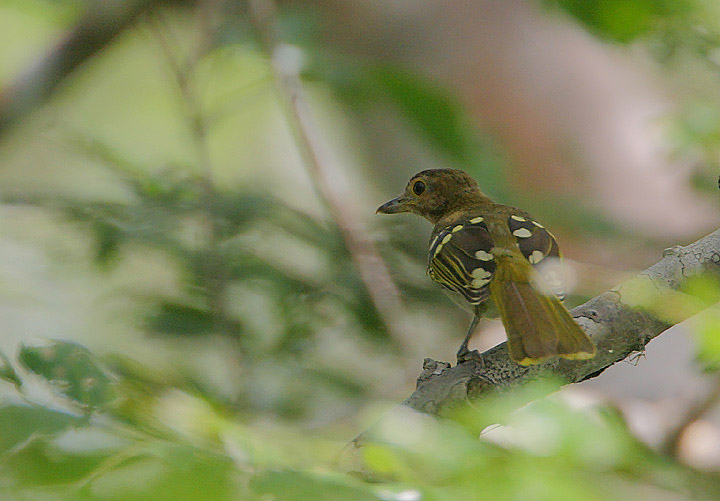
Esemplare nel parco nazionale di Arabuko Sokoke.

Come intuibile dal nome comune, il nicatore occidentale è diffuso in Africa occidentale, della quale popola la fascia costiera che va dal basso corso del Giuba al sud-est della Tanzania, attraverso l'Oltregiuba, il Kenya orientale ed appunto la Tanzania orientale (comprese Zanzibar, Pemba, Kilwa e Mafia), oltre all'area fra il sud del Malawi ed il Sudafrica nord-orientale (KwaZulu-Natal) attraverso il Mozambico centrale e meridionale e lo Swaziland orientale, spingendosi ad ovest lungo il corso dello Zambesi attraverso Zambia meridionale e Zimbabwe settentrionale ed orientale fino all'estremità nord-orientale della Namibia (dito di Caprivi): popolazioni isolate di questi uccelli sono inoltre presenti sul lago Malawi (nell'area di confine fra Zambia, Katanga orientale e Tanzania sud-occidentale) e nel nord-est del Mozambico.
L'habitat di questi uccelli è rappresentato dalla foresta pluviale e dalle aree più secche di savana alberata e miombo, in quest'ultimo caso con predilezione per le aree di foresta ripariale e foresta a galleria o per le aree di densa macchia cespugliosa.

## Tassonomia
Sebbene le popolazioni della valle dello Zambesi vengano da alcuni considerate come facenti parte di una sottospecie a sé stante (N. g. phyllophilus), le differenze con le altre popolazioni sono minime, sicché si preferisce considerare la specie come monotipica.
Alcuni autori accorperebbero l'intero taxon all'affine nicatore occidentale, col rango di sottospecie.